# ANAホリデイ・イン札幌すすきの
ANAホリデイ・イン札幌すすきの（ANA Holiday Inn Sapporo Susukino）は、札幌市中央区にあるホテル。

## 沿革
- 1975年（昭和50年）：近畿日本ツーリストが子会社の株式会社ホテルサンフラワー札幌による「ホテルサンフラワー札幌」として開業[2]。
- 2004年（平成16年）：モルガン・スタンレー・グループの不動産投資ファンドが譲受[4]。株式会社札幌ホールディングによる運営開始[2]。
- 2006年（平成18年）：「ラマダホテル札幌」にリブランド[2]。
- 2009年（平成21年）：株式会社タスクが買収[2]。
- 2013年（平成25年）：タスクが札幌ホールディングを吸収合併[2]。
- 2014年（平成26年）：「ANAホリデイ・イン札幌すすきの」にリブランドし[1][5]、IHG・ANA・ホテルズグループジャパンによる運営開始[1]。

## 施設
客室
- スタンダード
  - ダブルルーム (18 m²)
  - ツインルーム (19 m²)
  - ハリウッドツインルーム (19 m²)
- スーペリア
  - ダブルルーム (18 m²)
  - ツインルーム (19 m²)
  - ハリウッドツインルーム (19 m²)
- デラックス
  - ツインルーム (24 m²)
  - 和室 (24 m²)
  - ファミリールーム (35 m²)
  - ユニバーサルルーム (35 m²)

レストラン・バー
- オールデイ・ダイニング Verde（ヴェルデ）
- 炙屋総本店
- THE LONG BAR

その他
- フィットネスルーム（宿泊者限定）

## アクセス
- 札幌市営地下鉄
  - 南北線すすきの駅から徒歩約1分
  - 東豊線豊水すすきの駅から徒歩約1分
- 北海道旅客鉄道（JR北海道）札幌駅から徒歩約20分